# Кунгей-Бокенбай
Кунге́й-Бокенба́й (каз. Күнгей-Бөкенбай) — село у складі Маркакольського району Східноказахстанської області Казахстану. Входить до складу Акбулацького сільського округу.
Населення — 13 осіб (2021; 109 у 2009, 244 у 1999, 329 у 1989).
Національний склад станом на 1989 рік:
- казахи — 100 %

Станом на 1989 рік село називалося Южне, у радянські часи мало також назву Южний Букмобай.